# Cyllopoda latimargo
Cyllopoda latimargo är en fjärilsart som beskrevs av W. Warren 1897. Cyllopoda latimargo ingår i släktet Cyllopoda och familjen mätare. Inga underarter finns listade i Catalogue of Life.